# Johann Baptist Martinelli
Johann Baptist Martinelli (n. 8 februarie 1701, Viena – d. 21 iunie 1754, Viena) a fost un arhitect și constructor vienez, fiul arhitectului Franz (Francesco) Martinelli, originar din nordul Italiei.
Împreună cu fratele său Anton Erhard Martinelli a elaborat planurile pentru mai multe biserici baroce din țările conduse de Casa de Habsburg, între care și planul Catedralei Sfânta Treime din Blaj. A supravegheat respectarea întocmai a planurilor de construcție concepute mai ales de fratele său.